# Genabelte Maskenschnecke
Die Genabelte Maskenschnecke (Causa holosericea) ist eine landlebende Schneckenart aus der Familie der Schnirkelschnecken (Helicidae).

## Merkmale
Das Gehäuse ist dick scheibenförmig mit 4,5 bis 5 Windungen, wenn das Tier adult ist. Die Windung ist nur schwach aus der Ebene gehoben. Es misst etwa 5 bis 6 × 9 bis 12 mm. Die Umgänge sind gewölbt und bilden eine deutliche Naht; sie nehmen nur langsam zu. Die Endwindung bildet dicht unter der Oberseite eine Kante aus (etwa bei 1/3 von der Oberseite gesehen), die Unterseite ist abgeflacht. Sie ist zunächst nur schwach zur Mündung hin abgesenkt. Erst das letzte Viertel oder Fünftel senkt sich stärker ab. Der Nabel ist verhältnismäßig weit und tief und erreicht 1/5 bis 1/4 des Gesamtdurchmessers. Die Mündung steht in einem schrägen Winkel zur Spiralachse; der Rückenteil ragt vor. Sie ist grob viereckig mit gerundeten Ecken. Der Mündungsrand ist außen relativ scharf, innen lippig verdickt; die Lippe ist weiß. In die Mündung ragen zwei bis drei gerundet dreieckige Zähne hinein, ein Zahn vom äußeren Rand und ein bis zwei Zähne vom unteren Rand. Auf der Außenseite hinter der Mündung sind flache Gruben entwickelt, die den Zähnen auf der Innenseite entsprechen.
Das Gehäuse ist braun bis rötlich-braun und opak. Die Außenseite weist feine, etwas unregelmäßige Anwachsstreifen auf. Sie ist sehr fein gekörnelt und dicht mit kurzen, steifen, gebogenen Haaren besetzt. Fallen die Haare ab oder werden abgeschabt, hinterlassen sie feine Narben. Das Tier ist dunkelgrau bis schwarzgrau, die Oberseite ist dabei meist etwas dunkler als die Seiten.

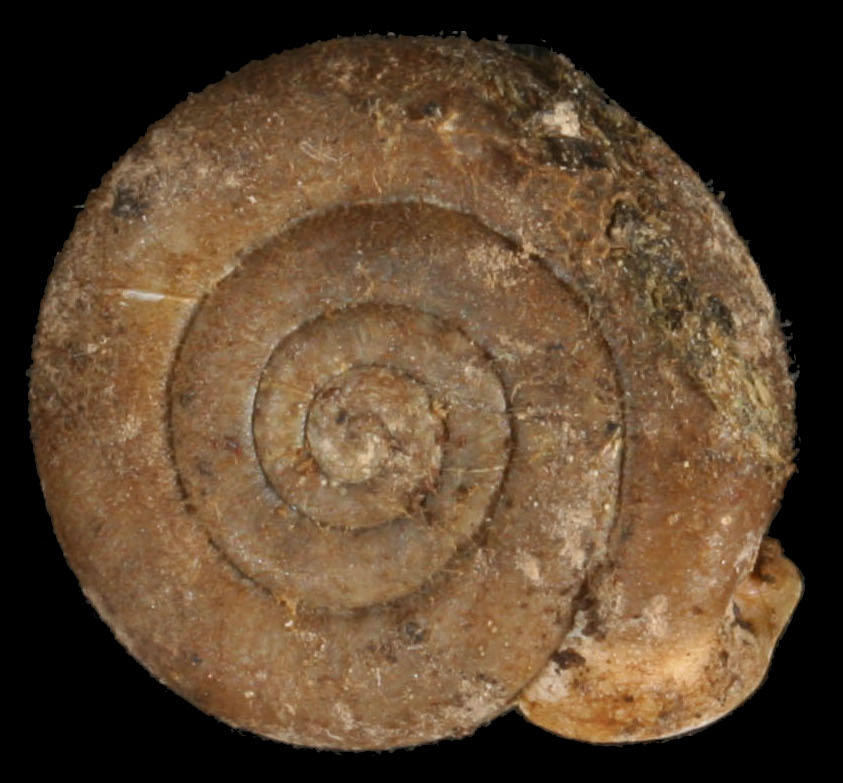
Gehäuse von oben

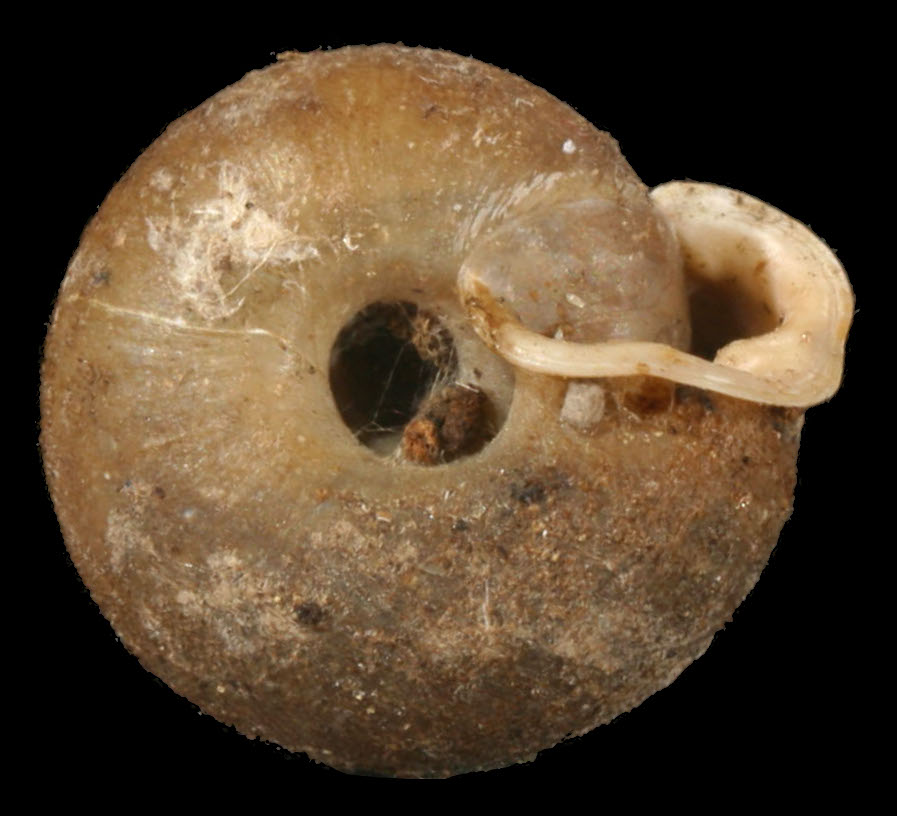
Gehäuse von unten

## Geographisches Vorkommen und Lebensraum
Die Genabelte Maskenschnecke kommt in den Alpen und im Schweizer Jura, an wenigen isolierten Standorten in den Mittelgebirgen von Deutschland (Bayerische Alpen, Bayerischer Wald, Erzgebirge, Fränkische Schweiz, Nordfränkischer Jura), in Tschechien (Böhmische Masse, Nordkarpaten), im Slowakischen Erzgebirge (Veporer Gebirge) und in den polnischen Mittel- und Hochgebirgen (Sudeten, Tatra) vor. Ein Vorkommen liegt auch im westlichen Belarus.
Sie lebt vorwiegend in feuchten Nadelwäldern mit felsigem Untergrund, häufig auf kalkarmen Böden, in Geröll mit verrottendem Holz, aber auch auf steinigen, grasigen Hängen und zwischen Felsen. Sie lebt gewöhnlich in den Mittel- und Hochgebirgen in Höhen zwischen 1000 und 2000 m über NN; in der Schweiz liegt das höchste Vorkommen bei 2800 m.

## Lebensweise
Über die Lebensweise ist wenig bekannt. Nach Ewald Frömming fraßen die Tiere unter Laborbedingungen kein frisches Pflanzenmaterial, sondern die Fruchtkörper verschiedener Pilze.

## Systematik und Nomenklatur
Die Art wird in der Literatur vielfach Samuel Emanuel Studer zugeschrieben, z. B. Fechter & Falkner (1990), Kerney et al. (1983) und Bogon (1990). Häufig erscheint auch Johann Friedrich Gmelin mit der Jahreszahl 1791. Die Art war jedoch bereits 1788 von Johann Friedrich Gmelin unter dem Namen Helix holosericea publiziert worden. Später wurde die Art meist zur Gattung Isognomostoma gestellt als Isognomostoma holosericeum.

## Gefährdung
Die Art wird in der Roten Liste Sachsens als stark gefährdet gelistet (Stufe 2). In Bayern ist die Art in die Stufe 3 (gefährdet) eingereiht.

### Online
- AnimalBase - Causa holosericea